# ビクトル・ベルナルデス
ビクトル・サルバドール・ベルナルデス・ブランコ（Víctor Salvador Bernárdez Blanco、1982年5月24日 - ）は、ホンジュラス、ラ・セイバ出身のサッカー選手。元ホンジュラス代表である。ポジションはDF。

## 経歴

### クラブ
CDモタグアに所属しており、自身の出身地ラ・セイバにあるCDSヴィーダで2003年から1年間プレーした後にCDモタグアに復帰した。2006-07アペルトゥーラで優勝し、2007年には中米7カ国のクラブ王者を決めるコパ・インテルクルベスUNCAFで優勝した。2008年冬にはMLSのクラブやRSCアンデルレヒトから興味を持たれ、2009年1月にはRSCアンデルレヒトに6ヶ月の契約でレンタル移籍し、2月7日のRAECモンス戦で初得点した。その後クラブと4年契約を交わした。2009-10シーズンはイェーレ・ファン・ダンメの欠場時など5試合の出場にとどまった。
2011年12月28日、サンノゼ・アースクエイクスに移籍した。

### 代表
2003年に初めてホンジュラス代表に招集され、2004年のアテネオリンピックや2006年の2006 FIFAワールドカップの北中米カリブ海予選を戦った。2010 FIFAワールドカップ北中米カリブ海予選の前半はレギュラーを務めていたが、所属するRSCアンデルレヒトで出場機会を減らしたことから、予選後半はポジションを失った。2010年5月、本大会に出場する23人に選出された。
ホンジュラス国内ではイメージキャラクターや広告塔として広く知られている。

## 代表歴

### 出場大会
- ホンジュラス代表
  - 2010 FIFAワールドカップ
  - 2014 FIFAワールドカップ

### 試合数
- 国際Aマッチ 85試合 4得点（2004年-2014年）[3]

| ホンジュラス代表 | 国際Aマッチ | 国際Aマッチ |
| 年               | 出場        | 得点        |
| ---------------- | ----------- | ----------- |
| 2004             | 10          | 0           |
| 2005             | 0           | 0           |
| 2006             | 4           | 1           |
| 2007             | 8           | 0           |
| 2008             | 12          | 1           |
| 2009             | 4           | 0           |
| 2010             | 5           | 0           |
| 2011             | 9           | 0           |
| 2012             | 7           | 2           |
| 2013             | 15          | 0           |
| 2014             | 11          | 0           |
| 通算             | 85          | 4           |

### 得点
| # | 日時          | 対戦相手       | スコア | 最終結果 | 大会                        |
| - | ------------- | -------------- | ------ | -------- | --------------------------- |
| 1 | 2006年9月6日  | エルサルバドル | 1–0    | 2–0      | 親善試合                    |
| 2 | 2008年5月23日 | ベリーズ       | 1–0    | 2–0      | 親善試合                    |
| 3 | 2012年6月2日  | エルサルバドル | 1–0    | 3–0      | 親善試合                    |
| 4 | 2012年9月7日  | キューバ       | 2–0    | 3–0      | 2014 FIFAワールドカップ予選 |

## タイトル
- CDモタグア

ホンジュラス・リーグ 2006-07アペルトゥーラ
コパ・インテルクルベスUNCAF 2007
- RSCアンデルレヒト

ジュピラーリーグ 2009-2010